# Allodiplosis crassa
Allodiplosis crassa är en tvåvingeart som beskrevs av Jean-Jacques Kieffer och Jörgensen 1910. Allodiplosis crassa ingår i släktet Allodiplosis och familjen gallmyggor. Inga underarter finns listade i Catalogue of Life.